# Narcissus libarensis
Narcissus libarensis är en amaryllisväxtart som beskrevs av Sánchez García och Mart.Ort. Narcissus libarensis ingår i släktet narcisser, och familjen amaryllisväxter.
Artens utbredningsområde är Spanien. Inga underarter finns listade i Catalogue of Life.